# Добросин (станція)
Доброси́н — проміжна залізнична станція 4-го класу Львівської дирекції залізничних перевезень Львівської залізниці на лінії Львів — Рава-Руська між станціями Жовква (13,5 км) та Рава-Руська (19,5 км). Розташована в однойменному селі Львівського району Львівської області.

## Пасажирське сполучення
На станції Добросин щоденно зупиняється одна пара поїздів приміського сполучення.
| Рух приміських поїздів по станції Добросин |                     |                          |
| №                                          | Маршрут сполучення  | Періодичність курсування |
| 6001/6002                                  | Рава-Руська — Львів | Щоденно                  |
| 6002/6001                                  | Львів — Рава-Руська | Щоденно                  |

## Подія
21 квітня 2024 року, близько 08:30, на переїзді дільниці колії перегону Добросин — Липник біля села Панчищини трапилося дорожньо-транспортна подія, в ході якої відбулося зіткнення автомобіля  «Volkswagen Passat», який проїжджав через нерегульований залізничний переїзд. Виїхавши на колію, автомобіль зіткнувся з регіональним дизель-поїздом № 867 сполученням Коломия — Рава-Руська.